# NGC 6696
NGC 6696 је спирална галаксија у сазвежђу Змај која се налази на NGC листи објеката дубоког неба.
Деклинација објекта је + 59° 20' 0" а ректасцензија 18h 40m 5,0s. Привидна величина (магнитуда) објекта NGC 6696 износи 15,2 а фотографска магнитуда 16,0. NGC 6696 је још познат и под ознакама MCG 10-26-47, PGC 62215.